# Ocotea catharinensis
Ocotea catharinensis är en lagerväxtart som beskrevs av Carl Christian Mez. Ocotea catharinensis ingår i släktet Ocotea och familjen lagerväxter. Inga underarter finns listade i Catalogue of Life.